# Venade
Venade é uma povoação portuguesa do Município de Caminha que foi sede da extinta Freguesia de Venade, freguesia que tinha 5,9 km² de área e 817 habitantes (2011). 
A Freguesia de Venade foi extinta em 2013, no âmbito de uma reforma administrativa nacional, tendo sido agregada à Freguesia de Azevedo, para formar uma nova freguesia denominada União das Freguesias de Venade e Azevedo com a sede em Venade.
Além da sede, a Freguesia de Venade era composta por 16 lugares: Aldeia Nova, Barge, Castanheirinho, Chão, Coruche, Cruzeiro, Cruzinha, Escusa, Feital, Fornas, Mouteira, Poço, Ribas, Rio Tinto, Rosmaninho e Sobral, que pertencem atualmente à Freguesia de Venade e Azevedo.

## Origens de Venade

### Descrição física actual
A 3 km a sudeste de Caminha situa-se um vale com cerca de 15 km2, rodeado de serras pelo sul, nascente e poente, respectivamente os Montes da Chã da Vermelha, da Senhora das Neves (ou Senhora da Serra) e de Santo Antão, com altitudes entre 350 e 410 metros (no último).
Do lado norte, o vale abre-se para o rio Coura que, 2 km abaixo, se lança no rio Minho, já bem perto do oceano Atlântico (3 km). São na generalidade calvos os seus montes, apenas cobertos de tojo, embora com vertentes parcialmente arborizadas com pinheiros-bravos.
A formação geológica do Monte da Senhora das Neves é xistosa, enquanto a dos outros montes é granitico-gnéissica de época diferente na formação da crusta terrestre.
Os montes têm alturas decrescentes para o norte, tal como é o relevo da parte baixa da relativa planura do próprio vale, com linhas de maior declive nesse sentido.
São três as linhas de água que sulcam o vale de sul para norte, respectivamente Rio Tinto (que próximo da nascença se chama Ribô), o Regueiro da Veiga ou das Fontainhas e o do Olheiro, mas só o primeiro tem água permanente.
Nesse vale há duas freguesias: a pequena Azevedo, no seu topo sul, e Venade, bastante maior, a norte. Esta confina com as freguesias de Vilarelho, a noroeste, a partir sensivelmente da linha de água do Olheiro, e com Argela, que lhe fica a nordeste, ambas um pouco fora das referidas linhas de água. Ao norte do rio Coura, sua fronteira natural, fica o lugar de Marinhas, da freguesia de Vilar de Mouros.
Nos seus limites, nos altos das serras, Venade confina também com as freguesias de Cristelo, Moledo e Dem.
Tem casas bem disseminadas por toda a área, sendo poucas as que se encostam às dos vizinhos.

### Elementos históricos
É de admitir a hipótese de que a bacia desse vale fosse outrora ocupada por um prolongamento de mar, para o interior das terras, em forma de Rias, como as vizinhas da Galiza, em comunicação com o Vale do Rio Minho e, através da grande bacia deste, com o mar, para onde se abre.
Talvez a comprovar essa hipótese, estão dois factos: um, é-nos sugerirido pelo eventual alteamento dos montes da região e bases destes, devido a lentas mas poderosas pressões internas da Terra, resultantes do seu estado pastoso, conjugado com temperaturas elevadissimas a profundidade, pois se sabe que, em alguns pontos, se elevaram, tal como no Monte de Santa Luzia, em Viana do Castelo, e nos terrenos junto ao mar, em Moledo do Minho, onde se encontram formações sedimentares do mar acima das águas deste, o que equivale a um recuo e aparente abaixamento das águas do mar, o mesmo podendo ter acontecido em relação a Venade, que, à parte um ou outro afloramento granítico, como o existente no lugar do Coruche, mais nos parecem ser constituídos por detritos das terras vindas dos montes circundantes, arrastados sobretudo pelas águas das chuvas. Daí o perfil da linha superior desses depósitos, de feição parabólica, com declive para os rios e o mar, resultado do aparente equilíbrio dinâmico entre o leito das terras e a água que sobre elas corre, com outras terras em suspensão, perfil esse em constante modificação e, em cada ponto, dependente das características dos materiais em contacto e das suas velocidades relativas.
Daqui se conclui que, a menos que o alto dos montes tenha estado a subir pelas pressões internas já mencionadas, as serras eram outrora mais altas do que hoje, e estarão ainda a perder altura pelas terras que descem com as enxurradas, e se acumulam, enchendo os pontos baixos da freguesia, desde que outrora era fundo do mar, que parece ter recuado. Assim, as junqueiras terão ainda tendência a serem cheias de terras, até porque os valados, agora feitos pelo Homem, tal facilitam, pela represa de detritos dentro dos seus limites.
Evidentemente que essas formações terão levado muitos milhares, senão milhões, de anos a realizarem-se e não podem, por isso, ser testemunhadas por documentos históricos fornecidos pelo Homem, mas por simples deduções a partir de exames conjunto das características locais, parecendo inacreditáveis as conclusões, para quem nunca sobre tal reflectiu.
Mas se o Vale de Venade ainda assim se está a fazer, o que teremos que concluir que a vida do Homem aí é duvidosa nos primeiros tempos da Pré-História, podemos, no entanto, afiançar que os montes que o circundam, especialmente o Monte de Santo Antão, após o Homem ter deixado de ser nómada, tiveram ocupação humana nos períodos mais recentes, senão antes, pelo menos na Idade Neolítica, há cerca de 3000 a 4000 anos antes de Cristo, a avaliar pelos túmulos ou antas, lá encontrados ainda no século passado (como nos descreve o Arqueólogo Martins Sarmento, um junto da Capela de Santo Antão e outro no Poço da Armada, ambos ja desaparecidos), como pelas gravuras rupestres nos montes de Azevedo (encontradas pelo Padre Augusto Manuel Ribeiro, dali natural).
Mais tarde, o Homem, que de principio se dedicava à caça e à apanha de frutos silvestres, desceu pelas encostas dos montes, para pescar nos cursos de água (nos Rio Coura e Rio Tinto, se é que já estava definido) ou à procura de terras de pastagem e cultivo, quando começou a ter animais domésticos e o Vale já apresentava terras enxutas e com abundantes águas para rega. Assim se terão formado os primeiros agrupamentos humanos no Vale de Venade.

### Elementos toponímicos
O Rio Coura, recolhendo também águas do Monte a que os romanos chamavam Medulio (Serra d'Arga) terá tido tal influência na vida desses povos que, a partir da sua designação de então, na época das incursões fenícias, gregas ou cartaginesas, ou das conquistas romanas - Rio Baenis que se lia "Bénis" e atravessava as junqueiras de Venade, encostando-se mais a esta povoação bem como a Vilarelho, passando pelo caminho da Calçada junto ao Pego - daí terá resultado porventura a palavra "Benade", de feição grega, cuja terminação "ade" nos completa o significado de "Povo de Beanis", o qual porventura se estenderia desde Venade de hoje até Caminha, esta outrora chamada por "Aquis Celenis" ou "Aquis Baenis", extensão que talvez esteja ligada às qualidades terapêuticas das águas do rio, sobretudo em doenças de pele, de que os romanos eram mestres, na zona em que a água salgada das marés se misturava com a água doce do rio, que a tal corresponde.
Tal como outras povoações próximas, onde se encontram elementos arqueológicos de valor, que situam essas povoações em épocas pré-romanas, portanto anteriores a Cristo, é de supor que Venade já existisse nessa época, não com o nome e o desenvolvimento de hoje, mas com um ou mais agrupamentos de casas, a cada um dos quais os romanos chamaram na generalidade "Vila".
A palavra "Benadi" que assim vemos escrita pela primeira vez em 1258 nas Inquirições de D.Afonso III de Portugal, mas porventura muito antes usada , localidade já então paroquiada pelo Padre Pedro Benadi, passado depois a "Benade" e conservado essa grafia até ao século XVIII, terá depois evoluído para "Venade", talvez pela confusão da pronuncia do "B" e do "V" no norte do país.

#### Outros
A Grande Enciclopedia Portuguesa e Brasileira diz que "Venade" tem origem em "Benenati", genitivo antropológico do nome latino "Benenatus". Benenatus seria o dono da Vila Benenati. Pode corresponder também `forma latino-cristã "Bene-natis", depois "Ben(e)nati", que significa "bem-nascida", referindo-se à importância da pequena povoação.
O topónimo "Venade" só é conhecido em Caminha, Paredes de Coura e na Galiza.

### Povoamento
Presume-se que um dos primeiros locais habitados, na descida do Homem para as terras de cultura, fosse o lugar do Coruche. Bastava-lhe essa posição elevada, como ponto de defesa contra incursões estranhas. Crê-se, no entanto, que o verdadeiro povoamento de Venade se tenha feito no século IX, quando Dom Paio Bermudes, Conde de Tui, por ordem de Afonso III das Astúrias, após a devastação das terras pelos mouros e a fuga dos seus habitantes para o Norte de Espanha, mandou repovoar a região entre Caminha e Viana, numa extensão de uma ou duas léguas para o interior, com gente vinda das Astúrias (de origem ibérica, sueva, céltica e visigótica) distribuindo-lhes terrenos de cultura o que, por certo, não deixou de atingir a zona de Venade, se é que o seu território não tinha ainda alcançado por si só o correspondente povoamento da época.
Os nomes dos habitantes da zona, que se mantiveram por muito tempo, têm origens nas designações genitivas dos patronímicos do Norte de Espanha, tais como Alvarez, Rodriguez, Soarez, Gomez, Gonçalvez, Pirez, etc. Mais tarde, já no século XVII, foram substituídos pelos nomes dos lugares onde viviam essas famílias, bem venadenses, a maior parte ainda em uso, como Mouteira, Ribas, Serro, Ribeiro, Covinha, Barge, Quarteu, Coruche, Calçada, Escusa, Cruzinha, Cruzeiro, Soutulho, Loução, Poço, Socorro, Chão, Rosmaninho, Insuelas, Feital, Raposeira, Levada, Castanheirinho, Pombal, Rio Tinto e Aldeia Nova.

Brasão: escudo de azul, um cruzeiro entre duas antas arqueológicas, tudo de prata, realçado de negro; campanha diminuta ondada de prata e azul de três tiras. Coroa mural de prata de três torres. Listel branco, com a legenda a negro: “Venade”.
Bandeira: branca. Cordão e borlas de prata e azul. Haste e lança de ouro.

## População
★ O censo de 1930 apresenta uma série de discrepâncias em várias freguesias do concelho (atual município) de Caminha relativamente aos valores registados em 1920 e em 1940

| Totais e grupos etários | Totais e grupos etários | Totais e grupos etários | Totais e grupos etários | Totais e grupos etários | Totais e grupos etários | Totais e grupos etários | Totais e grupos etários | Totais e grupos etários | Totais e grupos etários | Totais e grupos etários | Totais e grupos etários | Totais e grupos etários | Totais e grupos etários | Totais e grupos etários | Totais e grupos etários |
| ----------------------- | ----------------------- | ----------------------- | ----------------------- | ----------------------- | ----------------------- | ----------------------- | ----------------------- | ----------------------- | ----------------------- | ----------------------- | ----------------------- | ----------------------- | ----------------------- | ----------------------- | ----------------------- |
|                         | 1864                    | 1878                    | 1890                    | 1900                    | 1911                    | 1920                    | 1930                    | 1940                    | 1950                    | 1960                    | 1970                    | 1981                    | 1991                    | 2001                    | 2011                    |
| Geral                   | 847                     | 916                     | 987                     | 1 149                   | 1 171                   | 1 217                   | 2 800                   | 1 041                   | 1 139                   | 1 013                   | 890                     | 842                     | 888                     | 866                     | 817                     |
| i)                      |                         |                         |                         |                         |                         |                         |                         |                         |                         |                         |                         |                         |                         | 128                     | 122                     |
| ii)                     |                         |                         |                         |                         |                         |                         |                         |                         |                         |                         |                         |                         |                         | 146                     | 76                      |
| iii)                    |                         |                         |                         |                         |                         |                         |                         |                         |                         |                         |                         |                         |                         | 416                     | 432                     |
| iv)                     |                         |                         |                         |                         |                         |                         |                         |                         |                         |                         |                         |                         |                         | 176                     | 187                     |

 i) 0 aos 14 anos; ii) 15 aos 24 anos; iii) 25 aos 64 anos; iv) 65 e mais anos	

## Actividade
Sectores laborais: Agricultura, construção civil, comércio e serviços.
Tradições religiosas: Nossa Senhora dos Remédios (14 e I5 de Agosto), Santa Eulália (Dezembro), Senhor do Socorro (Julho), Santo António (Junho) e Santíssimo (Junho).
Valores Patrimoniais e aspectos turísticos: Cruzeiro de Venade, fontanário, coreto, Igreja Paroquial e arcadas de portões brasonadas, Capela de Santo Antão, Monte de Santo Antão com vestígios arqueológicos, Penedo do Fojo (Aldeia Nova), Rio Coura (sítio do Pego), Rio Tinto (moinhos), largos do Adro e do Senhor do Socorro.
Artesanato: Cestaria em vime.
Gastronomia: Sarrabulho, cozido à portuguesa, vinho verde,  presunto, chouriços (de carne, de sangue e de cebola) e broa de milho.
Colectividades: Centro de Cultura e Desporto de Venade, Grupo Desportivo e Cultural de Venade e Grupo Coral de Venade.